# Tulpius hilarus
Tulpius hilarus är en spindelart som beskrevs av George William Peckham och Elizabeth Maria Gifford Peckham 1896. Tulpius hilarus ingår i släktet Tulpius och familjen hoppspindlar. Inga underarter finns listade i Catalogue of Life.